# سیستم باز (محاسبات)

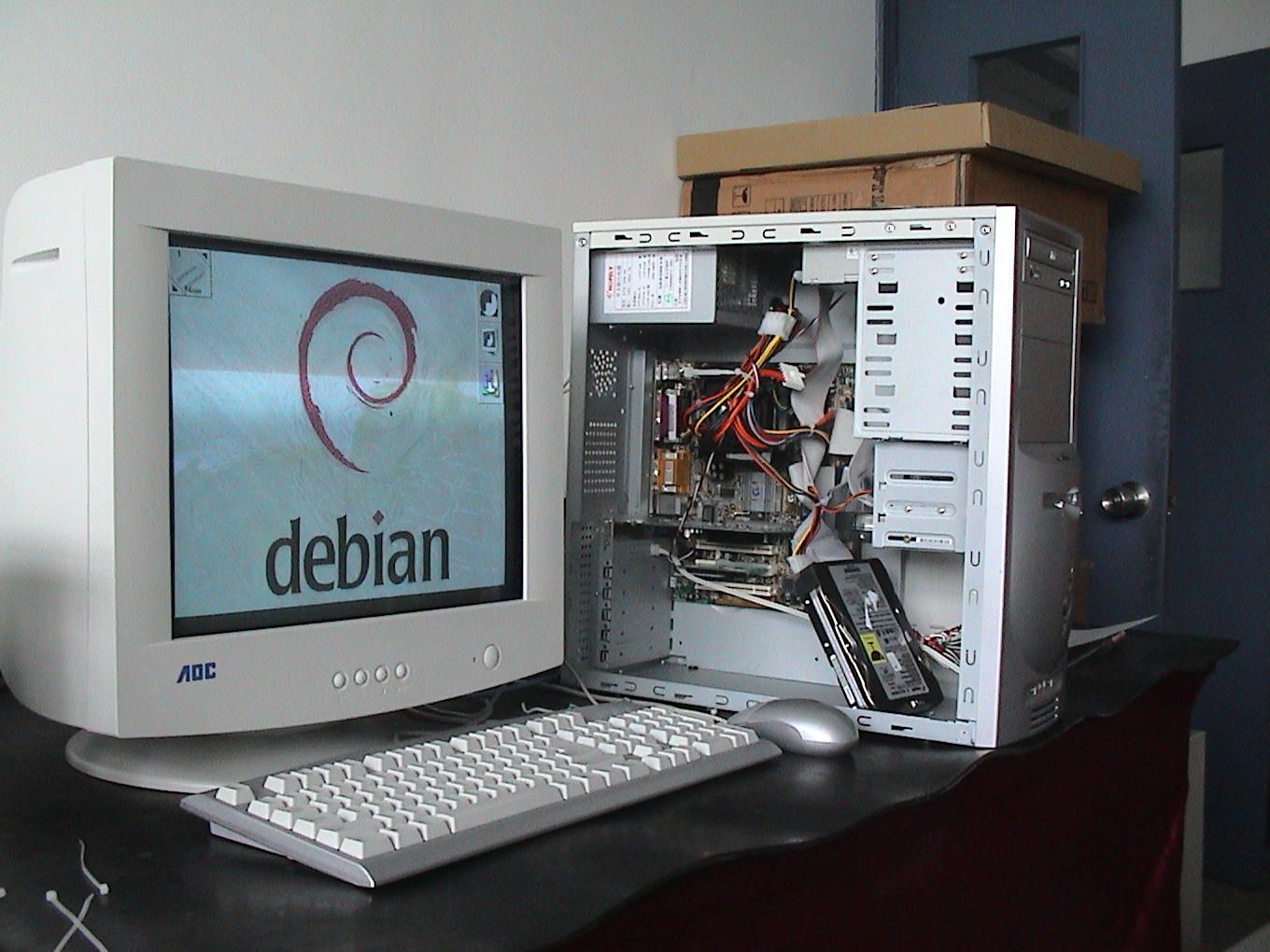
.......

سیستم‌های باز سیستم‌های رایانه‌ای هستند که ترکیبی از قابلیت‌های اشتراک پذیر، قابلیت حمل و استانداردهای نرم‌افزار باز یا توسعه پذیر را ارائه می‌کنند. (همچنین می‌توانند به تأسیسات خاصی اشاره کنند که به گونه‌ای پیکربندی شده‌اند که دسترسی نامحدود افراد و/یا رایانه‌های دیگر را فراهم کنند ؛ این مقاله در این مورد نیست).
این اصطلاح در اوایل دهه 1980 رایج شد، عمدتاً برای توصیف سیستم‌های مبتنی بر یونیکس، به‌ویژه برخلاف فریم های اصلی و مینی رایانه‌هایی که در آن زمان استفاده می‌شدند. برخلاف سیستم‌های قدیمی‌تر، نسل جدید سیستم‌های یونیکس دارای رابط‌های برنامه‌نویسی استاندارد شده و اتصالات محیطی بودند. توسعه سوم شخص سخت‌افزار و نرم‌افزار مورد استقبال قرار گرفت ، این قضیه باعث این شد  که شرکت هایی مثل Amdahl و Hitachi برای حق فروش سیستم‌ها و تجهیزات جانبی سازگار با پردازنده‌های مرکزی IBM به دادگاه رجوع کنند .
می توان گفت که تعریف "سیستم باز" در دهه 1990 با ظهور استانداردهای نرم افزاری مستقل مانند سیستم های واحد  یونیکس رسمیت بیشتری پیدا کرد.
اگرچه امروزه کاربران رایانه به میزان بالایی از قابلیت همگامی  سخت‌افزاری و نرم‌افزاری استفاده می‌کنند، اما در قرن بیستم مفهوم سیستم‌های باز توانست توسط فروشندگان یونیکس به‌عنوان یک متمایزکننده مهم رایج شود. IBM و سایر شرکت‌ها برای دهه‌ها در برابر این تغییر  مقاومت پیشه کردند، مثالی برای  آن هشداری است که در سال 1991 توسط یکی از مدیران حسابداری IBM مبنی بر اینکه فرد باید «مواظب قفل شدن در سیستم‌های باز» باشد، است . 
با این حال، در نیمه اول قرن بیست و یکم، بسیاری از فروشندگان سیستم های قدیمی، به ویژه IBM و HP ، شروع به استفاده از لینوکس به عنوان بخشی از استراتژی فروش کلی خود کردند، و « منبع باز » به عنوان «سیستم باز» به بازار عرضه شد. در نتیجه، یک پردازنده مرکزی IBM با لینوکس روی IBM Z بیشتر به عنوان یک سیستم باز به بازار عرضه شد تا رایانه‌های کالایی که از مایکروسافت ویندوز "منبع بسته " استفاده می کردند . در پاسخ، شرکت‌های بیشتری کد منبع را برای محصولات خود باز کردنند ، که نمونه بارز آن Sun Microsystems و ایجاد پروژه‌های OpenOffice.org و OpenSolaris بر اساس محصولات نرم‌افزاری StarOffice و Solaris بودند که قبلا "منبع بسته" بودند.
- API باز
- فرمت باز
- مین فریم
- مدل مرجع محیط سیستم باز
- جنگ های یونیکس